# Al-Tanzim

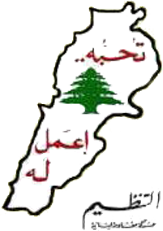
Logo da Al-Tanzim de 1970 a 1990.

Al-Tanzim, Al-Tanzym ou At-Tanzim (em árabe: حركة المقاومة اللبنانية - التنظيم, lit. ''"A Organização'') foi uma sociedade secreta militar ultranacionalista e milícia criada por ativistas cristãos de direita no Líbano em início da década de 1970, e que passou a ter um papel importante na Guerra Civil Libanesa.

## Origens
O Tanzim foi formado em 1969 por um pequeno grupo de jovens oficiais do exército libanês que contestaram o Acordo do Cairo, o que os levou a romper com o Partido Kataeb ou 'Falange' no final da década de 1960 em protesto pela recusa inicial deste último em se engajar em treinamento militar em todo o país e armar a população libanesa a fim de "defender o Líbano" "ameaça palestina" percebida. Sob a liderança de Obad Zouein, o  grupo dissidente era formado por Aziz Torbey, Samir Nassif e Fawzi Mahfouz (também conhecido como 'Abu Roy') - todos eram ex-militantes da seção juvenil do Kataeb e veteranos da crise do Líbano de 1958 - que decidiram por isso criar uma organização paramilitar clandestina para apoiar o Exército Libanês na defesa do País.
Logo após sua criação, o grupo mudou-se para Beirute, onde abriu um escritório no bairro predominantemente grego-ortodoxo de Achrafieh, e começou a recrutar membros civis fora do exército - particularmente indivíduos como Milad Rizkallah, que se juntou ao Tanzim em 1970 - principalmente das classes alta e média profissional, incluindo ex-membros da Liga Maronita. Os quadros civis provaram ser fundamentais para dotar o novo movimento de uma estrutura e programa políticos, incorporados em 1970-1971 com a criação da ala política do Tanzim, que iniciou suas atividades sob o título secreto de Movimento dos Cedros (em árabe: حركة الارز | Harakat al-Arz, em francês:  Mouvement des Cedres.

## Estrutura e organização
Desde o seu início, os Tanzim rejeitaram inicialmente a estrutura de liderança monocêntrica típica dos partidos políticos tradicionais do Líbano, adotando um conselho colegiado de tomada de decisões - o "Conselho de Comando" (em árabe: مجلس القيادة | Al-Majlis al-Kiyadi) - o primeiro a emergir no Líbano. Ainda assim, tal sistema de liderança coletiva não impediu o surgimento de figuras proeminentes que dominaram a liderança do movimento como o médico Dr. Fuad Chemali, juntamente com seu colega Dr. Jean Fares em 1972, sucedidos pelo advogado Georges Adwan em 1973. Envolvido desde 1969 no treinamento militar clandestino de voluntários cristãos em campos secretos como Fatqa e, posteriormente, Tabrieh, ambos localizados nas montanhas do distrito de Keserwan, em conluio com o Partido Kataeb, o Movimento dos Cedros no início da década de 1970 começou a aumentar discretamente seus própria ala militar, cujo quartel-general militar foi estabelecido no distrito predominantemente maronita de Dekwaneh de Beirute Oriental. Embora em 1977 mais de 15.000 rapazes e moças tivessem treinado nas instalações supracitadas (a maioria juntou-se às fileiras de outras milícias cristãs), o movimento só passou a recrutar muito poucos deste total, devido a três razões principais:
1- A natureza secreta de tal treinamento, que tornou o processo de seleção muito delicado;
2- Os limitados recursos financeiros disponíveis para o grupo, a tal ponto que os voluntários tiveram que arcar com suas próprias despesas de treinamento com o pagamento de taxas mínimas.
3- A qualidade de homens e mulheres que o Tanzim procurava, e isso refletia muito na reputação limpa que o grupo manteve ao longo da guerra, além de ter o menor índice de baixas, apesar de ter sua milícia encabeçando muitos confrontos militares difíceis, principalmente devido à sua mobilidade ao longo da frente.
O movimento teve um relacionamento próximo com o exército libanês desde meados da década de 1970, o que fez alguns observadores acreditarem que o Alto Comando do Exército, predominantemente cristão, estava de alguma forma diretamente envolvido na formação do Movimento dos Cedros.
Na eclosão da guerra civil em 1975-1976, as forças Tanzim foram organizadas em grupos móveis autônomos de várias dezenas de combatentes, com cada um sendo codificado como "tanzim da região x ou y" (o grupo organizado da região x ou y). Distribuídos em diferentes frentes e bairros, sua missão era estar presente onde quer que o combate os exigisse; portanto, o Movimento dos Cedros / Tanzim foi a única milícia de direita cristã que atingiu tal grau de mobilidade tática e disciplina. Ao contrário das principais facções cristãs, os Tanzim foram um dos poucos grupos ideologicamente comprometidos - além dos Guardiões dos Cedros - que nunca tentou estabelecer seu próprio feudo ou cantão, nem parece ter se envolvido em atividades ilegais de financiamento, como tráfico de drogas ou racketeering.